# Marine Jolivet
Pour les articles homonymes, voir Jolivet.
Marine Jolivet, née Jacqueline Jolivet, est une actrice et chanteuse française.
Elle a entamé sa carrière en 1979 sous le nom de Jacqueline Jolivet avant de reprendre dès 1986 celui de Marine Jolivet.
Active dans le doublage, elle est notamment connue pour être la voix française de Dana Delany, Paula Marshall, Tracey Needham, Nicole de Boer et Christina Hendricks.
Elle a également enregistré deux disques en 1985 et 1986.

## Filmographie

### Cinéma
- 1979 : Rien ne va plus de Jean-Michel Ribes
- 1981 : Court circuits de Patrick Grandperret : La petite amie de Jacques
- 1983 : Joy de Sergio Bergonzelli : Une hôtesse
- 1992 : Tableau d'honneur de Charles Nemes : La pharmacienne
- 1995 : Les Trois Frères de Bernard Campan et Didier Bourdon : Christine Rossignol, une hôtesse de l'air, la mère de Michaël et l'ex de Didier
- 1996 : Ma vie en rose de Alain Berliner : Fabienne Delvigne
- 2002 : Une affaire privée de Guillaume Nicloux : La seconde femme

### Télévision
- 1979 : Au théâtre ce soir : Bataille de dames d'Eugène Scribe & Ernest Legouvé, mise en scène Robert Manuel, réalisation Pierre Sabbagh, Théâtre Marigny : Léonie
- 1979 : Julien Fontanes, magistrat (Série TV) - Épisode 1 "Un cou de taureau" de Guy-André Lefranc : Une amie de Jacky
- 1980 : La vie des autres (Série TV) - Épisode 2 "Demain je me marie" de René Clermont
- 1981 : Dickie-roi de Guy-André Lefranc (Série TV) - 5 épisodes : Adeline
- 1982 : Malesherbes, avocat du roi d'Yves-André Hubert (Téléfilm) : Louise de Rosenbo
- 1982 à 1985 : Le Petit Théâtre de Bouvard
- 1983 : La vie de Berlioz de Jacques Trébouta (Série TV) - Épisode 3 : Louise Vernet
- 1985 : Les Cinq Dernières Minutes : Histoire d'os de Jean-Jacques Goron
- 1985 : C'est encore mieux l'après-midi (émission du 18 octobre 1985) (elle interprète la chanson Je n'ai pas dormi de la nuit)
- 1989 : La Dame galante dans la Série rose de Don Kent : Caliste
- 1990 : Le pitre : Marie Josephe Duverger
- 1990 : Tribunal : Épisode 390 : Les amants terribles : Léonore Delisle
- 1990-1991 : Le Chevalier du labyrinthe : Morgane la fée / Iselle la princesse / Velda la guerrière
- 1991 : Navarro (Saison 3 - épisode 1) salade russe de Josée Dayan : Peggy
- 1999 : Julie Lescaut (saison 8 - épisode 1) épisode Arrêt de travail : Alexandra
- 1999 : Joséphine, ange gardien (saison 3 - épisode 3 ) : Titre : Une nouvelle vie (une avocate)
- 2000 : L'Instit, épisode 6x02, Ting-Ting de Pascale Dallet : Madame Pelissier

## Théâtre
- 1987 : Le Tombeur de Robert Lamoureux (Sophie)

## Doublage

### Cinéma

#### Films
- Christina Hendricks dans :
  - Bébé mode d'emploi (2010) : Alison Novak
  - Mais comment font les femmes ? (2011) : Allison Henderson
  - God's Pocket (2014) : Jeanie Scarpato

- Valeria Golino dans :
  - Hot Shots! (1991) : Ramada Thompson
  - Hot Shots! 2 (1993) : Ramada Thompson

- 1996 : Fantômes contre fantômes : Dr Lucy Lynskey (Trini Alvarado)
- 1997 : Volcano : Amy Barnes, géologue et sismologue de l'Institut des sciences géologiques de Californie (Anne Heche)
- 2000 : Le Fantôme de Sarah Williams : Juliet Beck (Molly Parker)
- 2011 : Contagion : Denny Quinn (Dee Smart)
- 2012 : Unités d'élite : Lydia Vecchio (Dana Delany)

#### Film d'animation
- 2002 : Balto 2 : La Quête du loup : la renarde

### Télévision

#### Téléfilms
- Nicole de Boer dans :
  - Une séductrice dans ma maison (2006) : Megan Mahoney
  - Iron Invader (en) (2011) : Amanda

- Sarah Orenstein dans :
  - La Princesse et le Bodyguard (2022) : la reine Charlotte
  - Noël aux grands magasins (2023) : Helen
- 2003 : Souvenirs perdus : Britt (Dana Delany)
- 2004 : Le Fantôme de Noël : Sarah (Tracey Needham)
- 2017 : La Maison biscornue : Brenda Leonides (Christina Hendricks)
- 2019 : Bienvenue à l'hôtel de Noël : Bianca Wyndsor (Erika Walter)
- 2022 : Les Harrington doivent mourir : Wendy Bouchard (Stephanie Herrera)
- 2022 : Un Noël de rêve en Suisse : Carol (Jane Wheeler)

#### Séries télévisées
- Dana Delany dans (12 séries) :
  - Jeux d'espions (1997) : Honey Trapp (épisode 9)
  - Pasadena (2001) : Catherine McAllister (13 épisodes)
  - Hôpital San Francisco (2002-2003) : Dr Rae Brennan (14 épisodes)
  - New York, unité spéciale (2004) : Carolyn Spencer (saison 6, épisode 3)
  - Kidnapped (2006-2007) : Ellie Cain (13 épisodes)
  - Desperate Housewives (2007-2012) : Katherine Mayfair (65 épisodes)
  - Castle (2010) : Jordan Shaw (saison 2, épisodes 17 et 18)
  - Body of Proof (2011-2013) : Megan Hunt (42 épisodes)
  - Hand of God (2014-2017) : Crytal Harris (20 épisodes)
  - The Comedians (2015) : Julie Crystal (5 épisodes)
  - Bull (2018) : Sylvia Banner (saison 2, épisode 18)
  - The Code (2019) : le colonel Glenn Turnbul (12 épisodes)

- Paula Marshall dans (10 séries) :
  - Snoops (1999) : Dana Plant (11 épisodes)
  - Veronica Mars (2004-2006) : Rebecca James (4 épisodes)
  - Shark (2008) : Jordan Westlake (3 épisodes)
  - First Murder (2014) : Barbara Wilkerson (5 épisodes)
  - Major Crimes (2014) : Jenn O'Hara (saison 3, épisode 16)
  - Normal Street (2014-2015) : Lora Fuller (9 épisodes)
  - New York, unité spéciale (2016) : Laura Collett (saison 18, épisode 3)
  - 9-1-1 (2019-2022) : Helena Diaz (3 épisodes)
  - Walker (2021-2022) : Gale Davidson (10 épisodes)
  - As We See It (2022) : Sue Dietrich (épisodes 5 et 8)

- Tracey Needham dans :
  - JAG (1995-1996) : le lieutenant Meg Austin
  - Division d'élite (2001-2003) : l'inspecteur Candace « C.D. » DeLorenzo
  - Les Experts (2004) : Jessica Abernathy
  - FBI : Portés disparus (2006) : Joanie McMurphy
  - Veronica Mars (2007) : Kathleen Barry

- Nicole de Boer dans :
  - Dead Zone (2002-2007) : Sarah Bracknell Bannerman
  - Perception (2012) : Janice Zimmerman
  - Reign : Le Destin d'une reine (2014) : Lady Doisneau
  - Private Eyes (2017) : Becca

- Megan Ward dans :
  - Dark Skies : L'Impossible Vérité (1996-1997) : Kimberly Sayers
  - Melrose Place (1997-1998) : Connie Rexroth
  - Urgences (2005) : Judy Anderson
  - Les Experts (2010) : Lisa

- Christina Hendricks dans :
  - Mad Men (2007-2015) : Joan Holloway (92 épisodes)
  - Good Girls (2018-2021) : Beth Boland (50 épisodes)
  - Good American Family (2025) : Cynthia Mans (mini-série)
- 1995-1996 : The Drew Carey Show : Lisa Robbins (Katy Selverstone)
- 1997 : Brentwood : Joanna Hadley (Michelle Stafford)
- 1997-1998 : Police Academy : Annie Medford (Heather Campbell)
- 1999-2001 : Brigade des mers : l'inspecteur Alexandra « Alex » St. Clair (Dee Smart)
- 2006 : Desperate Housewives : la journaliste (Christine Clayburg)
- 2007-2012 : La Petite Mosquée dans la prairie : Rayyan Hamoudi (Sitara Hewitt) (91 épisodes)
- 2015-2018 : Humans : Laura Hawkins (Katherine Parkinson) (24 épisodes)
- 2021 : Sermons de minuit : Mildred Gunning (Alex Essoe) (mini-série)
- 2022 : The Fabulous : ? ( ? )

#### Séries d'animation
- 1999 : Ripley : Les Aventuriers de l'étrange : Samantha
- 1999-2000 : Avengers : Janet Van Dyne / la Guêpe
- 2008-2014 : Chuggington : Vee